# Hemerocallis esculenta
Hemerocallis esculenta es una de las especies conocidas como lirios de día y pertenece a la  familia Xanthorrhoeaceae. Esta planta es nativa de China.

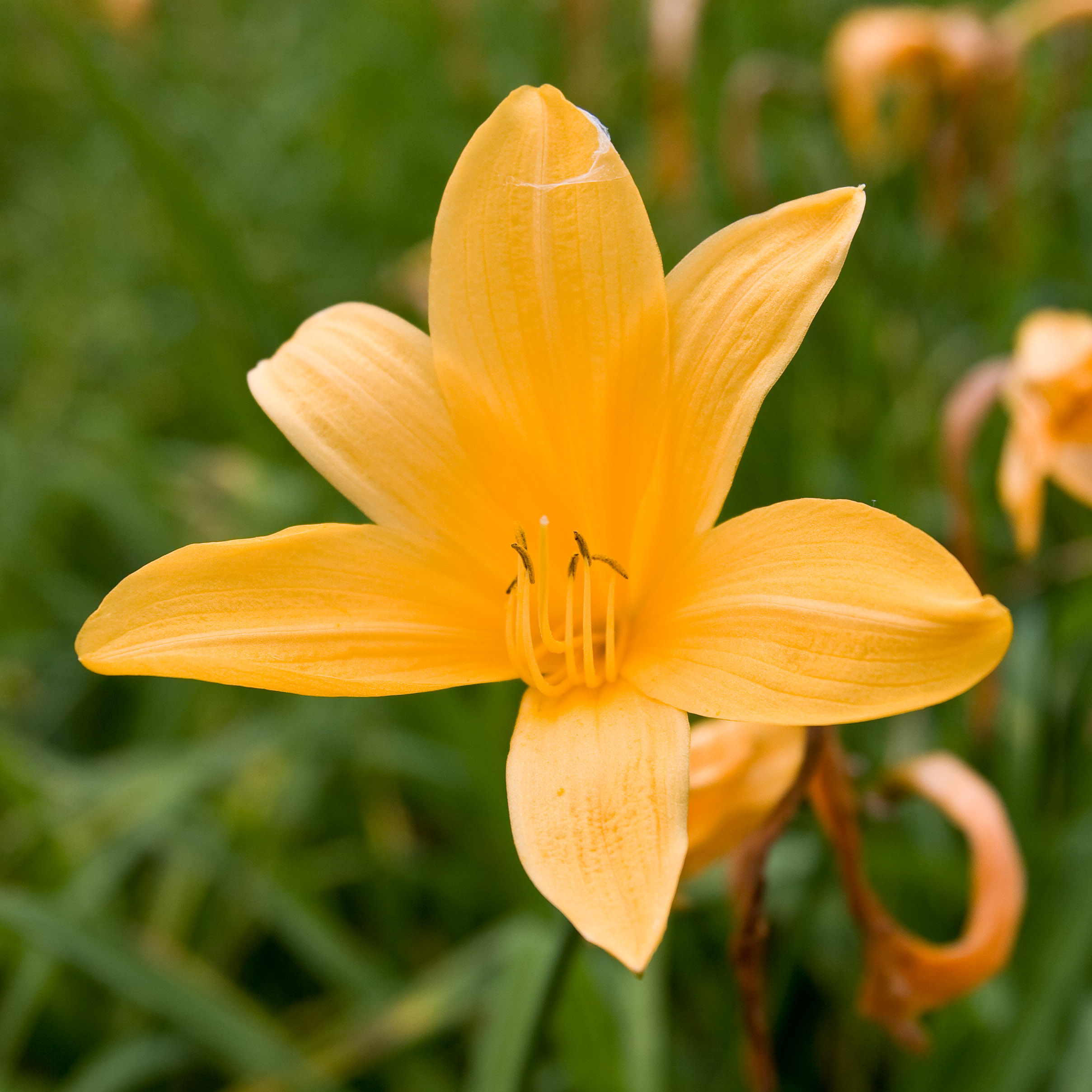
Detalle de la flor

## Descripción
Es una planta herbácea perennifolia con las raíces ligeramente carnosas, generalmente con  una  parte inflamada tuberosa fusiforme. Las hojas son lineares, de 40-80 × (0.6 -) 1 - 1.8 cm. Escape erecto, generalmente un poco más corto que las hojas, hueco, las brácteas estériles ausentes. Las inflorescencias de cortas, 0,2 a 6 cm, por lo general con una cima helicoidal doble; cima con 1 - 3 (o 4) flores. Las flores ligeramente fragantes, con perianto de color amarillo dorado. 

## Distribución y hábitat
Se encuentra en los bosques, en los márgenes de los bosques, en laderas herbosas, pedregales, caminos, a una altitud de  500 - 2500 metros, en Gansu, Hebei, Henan, Hubei, Liaoning, Ningxia, Shaanxi, Shandong, Shanxi, Japón y Rusia en Sakhalin.

## Taxonomía
Hemerocallis esculenta fue descrita por Gen-Iti Koidzumi y publicado en  Botanical Magazine 39(457): 28, en el año 1925.
Citología
El número cromosomático es de: 2 n = 22.
Sinonimia
- Hemerocallis dumortieri var. esculenta (Koidz.) Kitam.
- Hemerocallis dumortieri var. esculenta (Koidz.) Kitag.
- Hemerocallis middendorffii var. esculenta (Koidz.) Ohwi
- Hemerocallis pedicellata Nakai[3]